# 제1차 팔루자 전투

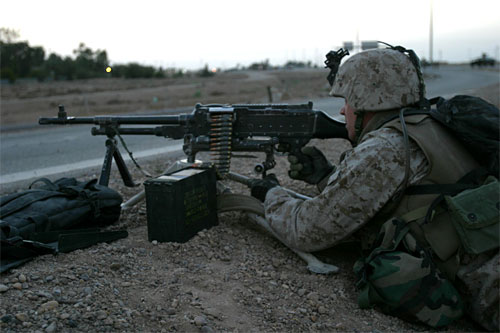

제1차 팔루자 전투(First Battle of Fallujah) 또는 단호한 결의 작전(Operation Vigilant Resolve)은 2004년 4월 5일에 있었던 이라크 팔루자에서의 미군 작전이다.

## 전개
2004년 4월 5일, 이라크 수도 바그다드 서쪽 50km에 위치한 팔루자에서 미국 민간인 경호회사 직원 4명의 피살과 사체훼손 사건이 발생했다. 사체가 주민들에 의해 끌려다니는 봉변을 당했으며, 2명은 참수돼 전시되기도 했다. 1주일이 지난 2004년 4월 5일, 이 사건에 대한 보복(복구, reprisal)으로, 미국 정부는 팔루자에 대해 '단호한 결의(Vigilant Resolve)'라는 대규모 군사 작전을 수행했다.
1200명의 미국 해병대와 2개 이라크 치안대대 병력이 팔루자에 진입했다. 미 육군의 특수부대인 델타 포스도 참여했다.
단호한 결의 작전으로 팔루자에서만 600여명이 사망하고 1,000여명이 부상했다. 이라크 주둔 미군은 2004년 4월 1차 팔루자 공격으로 반미 저항이 제대로 진압되지 않자, 11월 2차 팔루자 공격을 대규모로 감행했다.

## 비판
이라크평화네트워크가 공개한 보고서에 따르면, '옥상의 미군 저격수들이 팔루자 거리에서 움직이는 모든 물체들을 사살했다'는 주민의 증언이 있다.
미군은 AC-130 중무장 항공기, AH-64 아파치 공격헬기, F-16 전투기 등을 동원해 민가와 이슬람 사원 등을 무차별 폭격해 20여 일간 700여 명의 사망자를 냈다. 민간인 피해를 조사했던 한 사진작가에 따르면, 미군은 사원 철탑과 건물 옥상에 두세 명씩의 저격수를 배치해 길 위에 지나가는 모든 사람들을 향해 총격을 가했으며, '미군이 앰뷸런스에까지 폭격을 가했다'는 현지인들의 증언도 있다고 했다.

### 백린탄 사용
2004년 4월 팔루자 대공세 때에 화학무기인 백린탄을 썼다는 의혹에 대해, 당시 미군은 이라크 정부가 의혹을 제기하자 "조명탄 목적으로 아주 드물게 썼을 뿐"이라며 부인했다가, 1년여 뒤에야 마지못해 인정했다.
백린탄은 중동의 미군이 야간에 조명탄으로 많이 사용했다. 그러나 유엔이 금지한 화학무기로서, 민간인에게 사용은 금지된다. 뼈가 타들어갈 정도로 강력한 화염을 일으키며, 잘 꺼지지 않는다.
팔루자 대공세 당시 사용한 백린탄의 후유증으로 이 지역의 유아 사망률과 암, 백혈병 발병률이 1945년 일본 히로시마 및 나가사키 원폭 당시 생존자들보다 더 높다는 충격적인 연구결과가 공개됐다.

## 같이 보기
- 2차 팔루자 전투 - 2004년 11월
- 3차 팔루자 전투 - 2016년 6월